# Джон Гей (офіцер ВМФ)
Адмірал флоту Лорд Джон Гей, GCB (англ. Lord John Hay, 23 серпня 1827 — 4 травня 1916) — офіцер Королівського флоту та політик.  Після участі в бойових діях у 1842 році під час Першої опіумної війни, він зійшов на берег з Морською бригадою і взяв участь в обороні Євпаторії в листопаді 1854 року та Облозі Севастополя навесні 1855 року під час Кримської війни. Він також брав участь у Битва біля фортів Таку в серпні 1860 року під час Другої опіумної війни. Як політик він став членом парламенту від Віка, а згодом від Ріпона. У липні 1878 року його відправили до Середземномор'я, щоб взяти під контроль Кіпр і окупувати його відповідно до рішень, досягнутих на Берлінському конгресі. У дуже політичному призначенні він став Першим морським лордом у березні 1886 року, коли Маркіз Ріпон став Першим лордом адміралтейства, але змушений був піти у відставку лише через п'ять місяців, коли ліберальний уряд Вільяма Гладстона втратив владу в серпні 1886 року.

## Рання кар'єра
Народившись у Женеві, Швейцарія, четвертим сином Джорджа Хея, 8-го маркіза Твіддейла, і леді Сьюзен Монтегю (доньки Вільяма Монтегю, 5-го герцога Манчестера), Гей приєднався до Королівського флоту в 1840 році. Його направили на шостий за рангом корабель HMS Vestal на Китайській станції в 1842 році, і він брав участь у бойових діях під час Першої опіумної війни. Отримавши звання лейтенанта 19 грудня 1846 року, він приєднався до парового фрегата HMS Spiteful у Вулвічі того ж місяця, перш ніж перейти на другий за рангом корабель HMS Powerful у Середземноморському флоті в квітні 1848 року. Він отримав звання командера 28 серпня 1851 року та отримав командування шлюпом HMS Wasp у Середземноморському флоті в серпні 1852 року. Він зійшов на берег з Морською бригадою і взяв участь в обороні Євпаторії в листопаді 1854 року та облозі Севастополя навесні 1855 року під час Кримської війни. Він був поранений в останньому бою і був нагороджений орденом Французького Почесного легіонуї, та турецьким орденом Меджидіє, 4-го класу за свої заслуги в Криму.
Отримавши звання капітана — на знак визнання його заслуг під Євпаторією — 27 листопада 1854 року і, будучи призначеним компаньйоном ордена Лазні 5 липня 1855 року, Гей отримав командування п'ятим за рангом кораблем HMS Forth у грудні 1855 року. Зайнявшись політикою, він став членом парламенту від Віги на загальних виборах 1857 року і служив своїм виборцям там до загальних виборів 1859 року. Повернувшись на море, він став капітаном парового фрегату HMS Odin на Східно-Індійській та Китайській станції у вересні 1859 року і взяв участь у битві біля фортів Таку в серпні 1860 року під час Другої опіумної війни. З 1861 року він служив комодором на Східно-Індійській та Китайській станції.
Гей став членом парламенту від Ріпона в квітні 1866 року і служив цивільним лордом адміралтейства до падіння ліберального уряду в червні 1866 року. Він продовжував бути молодшим морським лордом у грудні 1868 року. Він пішов у відставку зі свого місця в парламенті в лютому 1871 року і отримав командування броненосним тараном HMS Hotspur.

## Вище командування

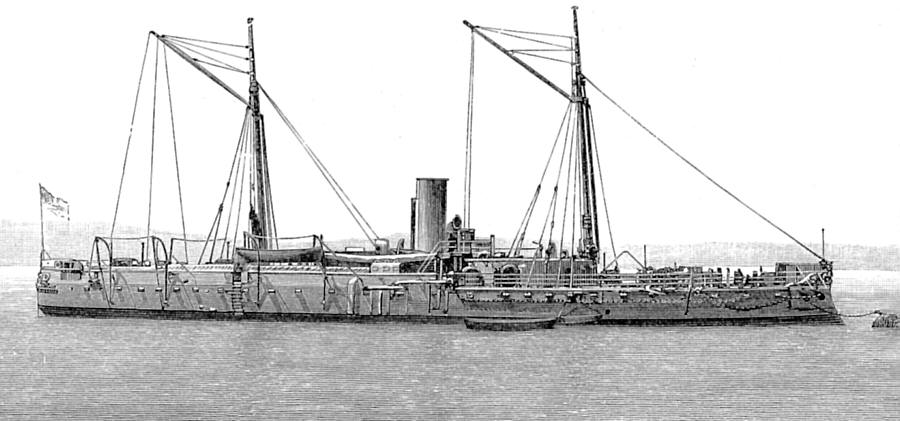
Залізний таран HMS Hotspur, яким командував Гей

Отримавши звання контр-адмірала 7 травня 1872 року, Гей став другим командувачем ескадри Каналу в січні 1875 року, піднявши свій прапор на броненосці HMS Northumberland, а потім на броненосці HMS Black Prince, а потім став головнокомандувачем ескадри Каналу, піднявши свій прапор на броньованому фрегаті HMS Minotaur, у листопаді 1877 року. Отримавши звання віцеадмірала 31 грудня 1877 року, його відправили до Середземномор'я в липні 1878 року, щоб взяти під контроль Кіпр і окупувати його відповідно до рішень, досягнутих на Берлінському конгресі.

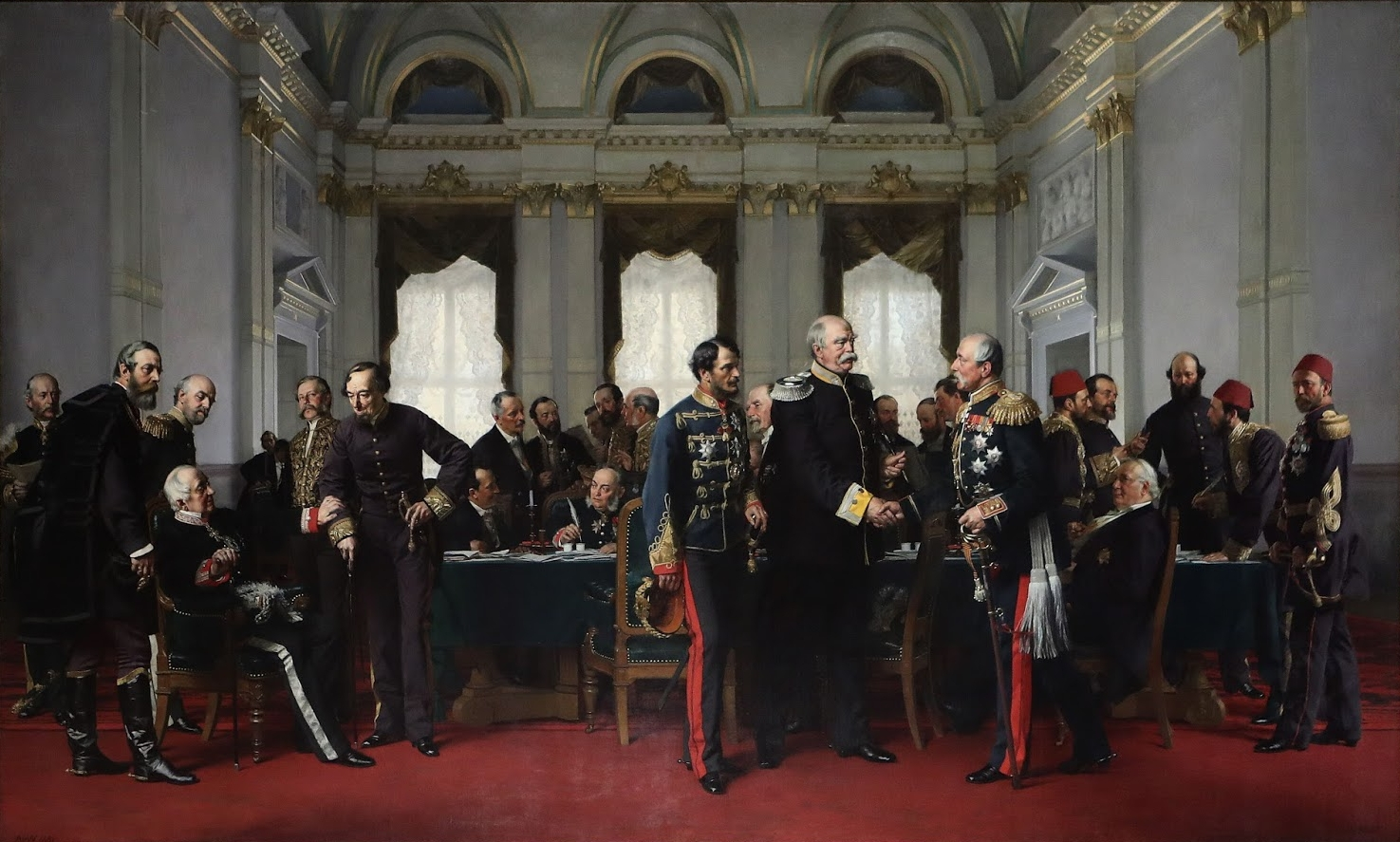
Берлінський конгрес: лорд Джон Гей був відправлений до Середземного моря, щоб взяти під контроль Кіпр і окупувати його відповідно до рішень, прийнятих на Конгресі.

Гей став Другим морським лордом у квітні 1880 року і, отримавши звання лицаря-командора ордена Лазні 24 травня 1881 року, він став головнокомандувачем Середземноморським флотом, піднявши свій прапор на центральному батарейному кораблі HMS Alexandra в лютому 1883 року. Він отримав звання повного адмірала 8 липня 1884 року і, в ролі головнокомандувача, надавав підтримку Нільській експедиції для допомоги генерал-майору Чарльзу Гордону.

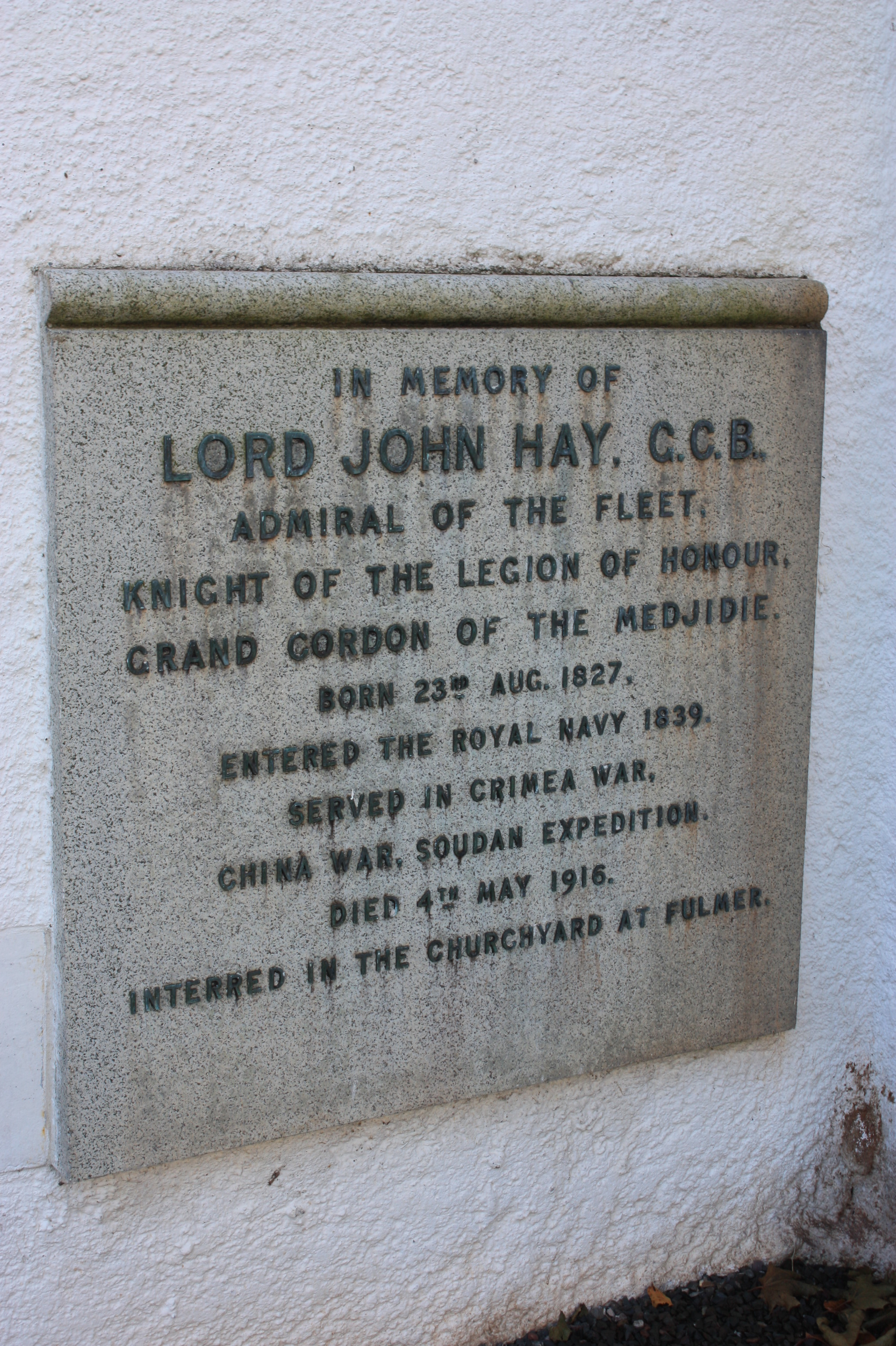
Меморіал лорду Джону Гею, адміралу флоту, Гіффорд

Гей був призначений Першим морським лордом у березні 1886 року, коли маркіз Ріпон став Першим лордом адміралтейства, але змушений був піти у відставку лише через п'ять місяців, коли ліберальний уряд Вільяма Гладстона втратив владу в серпні 1886 року. Він отримав звання лицаря Великого хреста ордена Лазні 30 липня 1886 року. Він став головнокомандувачем у Плімуті в травні 1887 року, і, отримавши звання адмірала флоту 15 грудня 1888 року, він пішов у відставку в серпні 1892 року. Він помер у своєму будинку, Фулмер Плейс, у Фулмері в Бакінгемширі 4 травня 1916 року.

## Сім'я
У 1876 році Гей одружився з Христиною Ламберт, молодшою донькою Натаніеля Грейса Ламберта, члена парламенту від Бакінгемшира, який представляв цей виборчий округ як ліберал з 1868 по 1874 рік. Їхня донька Мінні Крістін Бренда Гей вийшла заміж за лорда Абердура.